# Protestas de los estudiantes iraníes de julio de 1999
Las protestas de los estudiantes iraníes en julio de 1999 (también conocida como la 18.ª de Tir y el Desastre Kuye Daneshgah (Persa: فاجعه کوی دانشگاه) fueron, antes de las revueltas por las elecciones iraníes de 2009, las más extendidas y violentas en Irán desde los primeros años de la Revolución Iraní.
Las protestas empezaron el 8 de julio con manifestaciones pacíficas en Teherán contra la clausura del diario reformista, Salam. Después de las demostraciones, un estudiante murió cuando la policía antimotines requisó los dormitorios de la residencia universitaria. Este hecho encendió seis días de manifestaciones y disturbios en todo el país, que terminó con tres personas muertas y más de 200 heridas.
Después de los incidentes, más de setenta estudiantes desaparecieron. Además, se estima que hubo de 1200 a 1400 detenidos, cinco de ellos se cree que son retenidos por las autoridades islámicas según la organización humanitaria Human Rights Watch.

## Visión general
Las protestas comenzaron la víspera del 9 de julio de 1999 después que un grupo de estudiantes de la Universidad de Teherán protestara de forma pacífica por el cierre del diario reformista , Salam, por el tribunal de prensa. Salam (persa: روزنامه سلام) pertenecía a la Asociación de Clérigos Combativos, partido político reformista al que pertenecía el entonces Presidente, Mohammad Khatami. Estos grupos de estudiantes, considerados los máximos defensores de Khatami y su programa de reformas, protestaban a favor del mismo contra del cierre del diario por el poder judicial, el cual era controlado por los oponentes más acérrimos del presidente..
Más tarde ese día, cerca de 400 paramilitares vestidos de civil arribaron a la residencia universitaria, susurrando en radios de corto alcance y blandiendo bastones verdes." Los paramilitares se cree pertenecen a Ansar-e-Hezbollah y son posiblemente Basij comenzaron a atacar a los estudiantes, patearon puertas y destrozar los pasillos, jalaron a las estudiantes por el cabello y prendieron fuego las habitaciones. Muchos estudiantes fueron arrojados de un tercer piso “al pavimento, se rompieron huesos” y uno quedó paralítico”. De acuerdo a lo que describen los estudiantes, la policía se encontraba en el lugar pero no hizo nada. "Testigos cuentan que hubo al menos un estudiante muerto, 300 heridos y miles de detenidos en los días siguientes."
Al otro día, el malestar se extendió por Teherán y otras ciudades y continuó durante toda la semana, con jóvenes desempleados se unieron a los estudiantes. Se cree que los Basijis se infiltraron entre los estudiantes (vestidos con jeans, remeras y sus caras afeitadas) y lanzando piedras a los negocios para desacreditar la protesta. Los cinco días de revueltas “convirtieron a Teherán en un campo de batalla” y fue “el peor disturbio” que la República Iraní presenció en sus veinte años de existencia. Los enfrentamientos callejeros dejaron a Teherán “destrozada” con colectivos quemados y fachadas hechas trizas".
Hubo muchos arrestos y heridos, y al menos un tiroteo fatal que se cobró la vida de Ezzat Ebrahim-Nejad. El único deceso que reconoce la televisión estatal iraní es la de Ebrahim-Nejad, no obstante, grandes grupos de estudiantes y la prensa internacional habla de 17 o más muertos durante esta semana de protestas violentas. Otro estudiante de nombre Saeed Zeinali desapareció luego de ser arrestado por fuerzas de seguridad.
Otras ciudades iraníes importantes como Tabriz, Mashhad, Shiraz y Esfahan fueron escenario de manifestaciones violentas. Las mismas tuvieron lugar en la Universidad de Tabriz el 11 de julio de 1999 (el 20 de Tir) y la policía y agitadores respondieron de forma similar en las escuelas y las universidades de Tabriz, entrando por la fuerza y atacando a los estudiantes. Cuatro estudiantes murieron y muchos fueron golpeados estando bajo custodia.
Según la revista The Economist, las manifestaciones se tornaron más violentas el 13 de julio, cuando muchos de los estudiantes, profundamente enojados con la repuesta oficial, quisieron tomar el Ministerio del Interior, fuente de todos sus problemas. Ese mismo día, el presidente Khatami lanzó un comunicado en el que repudió a los manifestantes, enfatizando que desafiar la prohibición que rige sobre las protestas es un ataque a los pilares del régimen."
Al día siguiente, el 14 de julio, miles de seguidores del líder supremo Khamenei se congregaron en una demostración organizada por la Organización para la Propagación del Islam (Organization for Islamic Propagation) (julio de 1999, Keesing’s) “Los periodistas describieron la protesta como la contraofensiva del régimen, ya que miles de manifestantes son empleados estatales a los que enviaron en ómnibus a Teherán."

### Revuelta estudiantil: julio de 1999, "18 Tir"
Se considera a las protestas estudiantiles de julio de 1999 como el primer levantamiento masivo iniciado por la generación que nació bajo la República Islámica. La misma se inició por la falta de respuesta a los violentos ataques que tuvieron lugar en la universidad de Teherán por parte del régimen islámico donde los estudiantes fueron seriamente heridos y varios asesinados. En los cinco días que siguieron a las protestas, aproximadamente 50.000 estudiantes se manifestaron en Teherán y otras universidades iraníes, en contra de los conservadores y reformistas de la República Islámica y en particular en contra del líder Khamenei. La principal demanda de los estudiantes refiere al reemplazo de la República Islámica por un gobierno que ostente los ideales de una democracia secular. Se cree que estas protestas de 1999 dieron origen al Movimiento Verde de 2009.

### Elección de 1997
La elección de Mohammad Khatami como presidente el 23 de mayo de 1997 se convirtió en el símbolo iraní de las reformas. Debido a las ideas liberales de Khatami, que atrajo a un gran número de jóvenes y específicamente de mujeres, la convocatoria a elecciones fue masiva. De hecho, “la juventud iraní…fue quien ampliamente le dio los veinte millones de votos que le aseguró la victoria a Khatami. A ellos se les unió un gran número de mujeres”. La elección de Khatami significó la esperanza de un cambio económico, político y social para los ciudadanos iraníes. Una de las formas de ganarse la adhesión del sexo femenino fue su creencia en que “las mujeres deben participar en toda actividad social, política y económica, y al establecer que cobijaría en su gabinete a mujeres calificadas si ganaba las elecciones. Se deben hacer esfuerzos para socavar la supremacía del sexo masculino”. Al sostener estas ideas liberales, Khatami comenzó la batalla contra la ideología conservadora que controla el sector judicial. Además, “la República Islámica de 1997 era aún una oligarquía controlada por clérigos que habían sido discípulos de Khomeini” y eran fieles seguidores del Islam. Por eso, las ideas liberales de Khatami no coincidían con la de los clérigos. Lo que es más, pareciera que Khatami atrajo estratégicamente el voto de los jóvenes y las mujeres debido a su perspectiva liberal. De hecho, se distanció de la campaña balbuceante y antipopular para “islamizar” las universidades, principal objetivo de la facción conservadora”. Esta cita demuestra que Khatami sabía de la poca adhesión a la agenda conservadora y la usó a su favor. Como resultado, la campaña de Khatami publicitaba la necesidad de los ciudadanos iraníes de una reforma, sobre todo en lo que refiere a la prensa.

### Gobierno y la prensa
El control sobre la prensa que ejerce el gobierno iraní es el resultado de un “dualismo disfuncional entre las instituciones políticas e ideológicas. La pelea entre las administraciones conservadoras y moderadas resultó en restricciones a la prensa. Durante estos años, Irán fue testigo de una lucha por el poder entre el presidente reformista Muhammad Khatami y el líder conservador de la República Islámica, Ayatollah Ali Khamenei. Con el objetivo de minar la adhesión a la agenda liberal del presidente, el poder judicial cerró diarios que tuvieran ideas reformistas. El poder judicial justificó su accionar alegando “razones facciosas... La línea extremista del poder judicial cerró publicaciones reformistas, sin embargo cuando los seguidores más extremistas cometían las mismas violaciones raramente eran castigados”. El poder judicial usó políticas de prensa como una herramienta para promover la ideología conservadora debido a que éstas son vagas y pueden ser usadas en su beneficio. Razón por la cual, el 7 de julio de 1990, clausuraron el periódico Salam. La razón de la misma fue que se revelaron los planes del Ministerio de Inteligencia y Seguridad para censurar a la prensa. El editor del periódico fue acusado de “difundir mentiras, manipular la opinión pública y publicar documentos secretos. Este sector del gobierno iraní pretende erradicar la difusión de ideas reformistas cerrando periódicos que dicen la verdad, sin embargo, este mismo sector distorsiona la información para mantener su control sobre la prensa.
La prensa iraní, dentro de los límites establecidos por el presidente y los clérigos, reflejó los debates al interior del gobierno. Los mismos son dictados por la estructura de gobierno de la República Islámica y quién tiene el poder. La prensa nunca fue libre durante la República Islámica. La base ipso facto de la República Islámica se estableció sobre la censura de casi toda la prensa libre, en el verano de 1980. El único periodo en que no hubo censura fue desde febrero a julio de 1980. Además, muchas publicaciones han estado unidas ideológicamente a cada sector del régimen. Aun así, aquellos periódicos considerados reformistas son clausurados. A pesar de que publicaciones liberales enfrentan la oposición por ley, “han resistido bajo las corrientes políticas subterráneas de la sociedad, como los defensores de la libertad de prensa, la libertad de palabra, etc”. No obstante, en Irán la prensa liberal independiente está en riesgo de extinción por la marginación que sufre a cargo de la República Islámica.

### Prensa y protesta de julio de 1999
En la historia de Irán, los conflictos ideológicos y gubernamentales se revelaron en la esfera de la política. Desde la elección de Khatami esta cuestión, donde creencias y gobierno entran en contacto, se hizo cada vez más evidente. Las luchas internas y las disputas entre facciones dentro del Estado se reflejan en el manejo de la prensa en general y en el control de las publicaciones que hablan a favor de los sectores que son controlados por el gobierno.
La protesta de los estudiantes de 1999 fue el resultado de las restricciones que sufre la libertad de prensa. Previo a este hecho, el editor del Daily Saleem fue “arrestado, llevado a juicio y condenado por divulgar” información falsa. El Daily Saleem reveló las conversaciones entre Saeed Emami, exministro de Inteligencia de la República Islámica a su superior, Qorban-Ali Dorri-Najafabadi, Ministro en Jefe. Las mismas contenían información sobre los planes gubernamentales de restringir y controlar aún más la libertad de prensa.

En respuesta a la clausura del periódico, cientos de estudiantes de la Universidad de Teherán participaron de las manifestaciones del 8 de julio, la cual fue pacífica. Al día siguiente, las fuerzas de seguridad –policía y miembros de Ansar-e-Hezbollah entraron por la fuerza en las residencias universitarias donde hubo heridos, arrestos y daños a los pertenencias de los estudiantes. En respuesta a este hecho, se sucedieron manifestaciones a favor de la democracia los días 12 y 13 de julio. En contrapartida, Ali Khameini y sus seguidores organizaron una marcha para el 14 de julio. Se estima que 1.500 estudiantes fueron arrestados. Algunos intelectuales reconocen que la forma de reaccionar del régimen ante sus contrarios reformistas y a las fuerzas de la oposición demuestra cuán débil e insegura son las leyes conservadoras. Este razonamiento se deriva de la idea de que si el gobierno tiene confianza en las leyes y sus políticas, no debería mostrar miedo. Según el Periódico de Investigación y Análisis Iraní (Journal of Iranian Research and Analysis)de Cyrus Bina, el miedo surge cuando:
"una veintena de comandantes Pasdar le presentaron una carta oficial al presidente Khatami que contenía un ultimátum, si no se frenaba la rebelión estudiantil rápidamente, no había otra opción más que tomar el poder por la fuerza… comandantes bajo la autoridad de Khamenei amenazaron al presidente diciendo que su paciencia estaba llegando a su fin y que no podrían mantenerse al margen".
El hecho de que los clérigos y el sector judicial piensen que es urgente terminar con las protestas estudiantiles es un indicador del miedo que generarían y la influencia que tendrían los protestantes para la sociedad iraní si no son acallados. Por tanto, es evidente que la protesta inicial se inicia con la clausura del Daily Saleem el 7 de julio. Los rebeldes objetan la restricción a la libertad de prensa que lleva a cabo el poder judicial. Las mismas reflejan el resentimiento colectivo del público hacia la supresión de la prensa y la restricción de las libertades básicas y de los derechos universales.

### Demandas estudiantiles durante protesta
Los resultados que esperan obtener los estudiantes quedaron reflejados en los eslóganes que utilizaron durante la protesta. Después de estudiar dichos eslóganes quedó demostrado que los estudiantes tienen miles de demandas en respuesta a los seis días de revueltas en Teherán. Es necesario, sin embargo, analizar los mismos en relación con los objetivos de las protestas en general. De todos los ellos, uno parece ser el común denominador que aúna al resto, la oposición al líder supremo Alí Khamenei, a Ansar.-e-Hezbollah y a un Estado que apoya el terrorismo. Un tercio de los eslóganes utilizados en las protestas de 1999 muestran el rechazo a Khamenei, como el que contiene la frase “Khamenei, sos una vergüenza, el liderazgo no es para ti”, el cual es considerado “uno de los más desafiantes que se encontraron en las manifestaciones iraníes de la última década”. Está crítica abierta hacia Khamenei, conjuntamente con los eslóganes contra los clérigos y los “20 años” de represión bajo el orden islámico, refleja el fracaso del modelo de gobierno velayat-e-faghih en Irán.
También se evidencia un fuerte resentimiento contra el grupo terrorista Ansar-e-Hezbollah, que se generó a partir de violentas intervenciones, la disrupción de reuniones políticas, manifestaciones pacíficas y conferencias en universidades en defensa de los clérigos y del líder supremo. Según Cyrus Bina, “el gobierno mantiene estos grupos de presión en su nómina de pago y normalmente coordinan su accionar con las fuerzas de la ley en contra de civiles”. Por ello, es evidente que durante este tiempo los conservadores se enfrentan contra los liberales empleando la violencia. Las protestas estudiantiles de julio de 1999 demuestran la necesidad de llevar adelante reformas. De las investigaciones realizadas se ha establecido que la manifestación contra la clausura del Daily Saleem disparó esta protesta de seis días. Esto lo llevó a cabo un grupo limitado. Las protestas de julio de 1999 atrajeron a los estudiantes a la política para manifestarse contra la corrupción gubernamental, las políticas de represión, las leyes religiosas y Khamenei. En realidad, protestan contra la República Islámica. Esto se convirtió en un acto que refleja la necesidad de llevar adelante las reformas que se prometieron durante las elecciones del 23 de mayo de 1997.

### Consecuencias
Después de los enfrentamientos, se llevaron a cabo acciones contra los reformistas y sus políticas.
- Se vetó el compromiso de debilitar al Consejo de Guardianes que monitorea a los candidatos para el parlamento y la presidencia, al otorgarles pleno poder de veto".
- Se votó una ley prohibiendo actos violentos o pacíficos llevados a cabo por una persona o grupo contra el régimen, que incluye los discursos, y castigando estas críticas con sentencias durísimas.
- Otra ley prohibió “cualquier contacto o intercambio de información, entrevistas o contacto ilegal con embajadas extranjeras, organizaciones, partidos o prensa que pueda ser juzgada como una amenaza contra la independencia iraní, la unidad nacional y los intereses de la República Islámica".[9]

Hasta el 31 de julio de 2006, varios estudiantes que habían participado de las protestas continuaban en prisión como Manouchehr Mohammadi, Ahmad Batebi, Farokh Shafiei y Hassan Zarezadeh Ardeshir. De todos ellos, Akbar Mohammad murió durante una huelga de hambre en contra de su sentencia. La Organización Human Rights Watch sostiene que su muerte es “dudosa” y demanda una investigación. Heshmat Tabarzadi, considerado por el gobierno iraní uno de los líderes de las protestas, pasó nueve años en la prisión de Evin, dos de los cuales fue en confinamiento solitario.

## 2009 protestas de aniversario

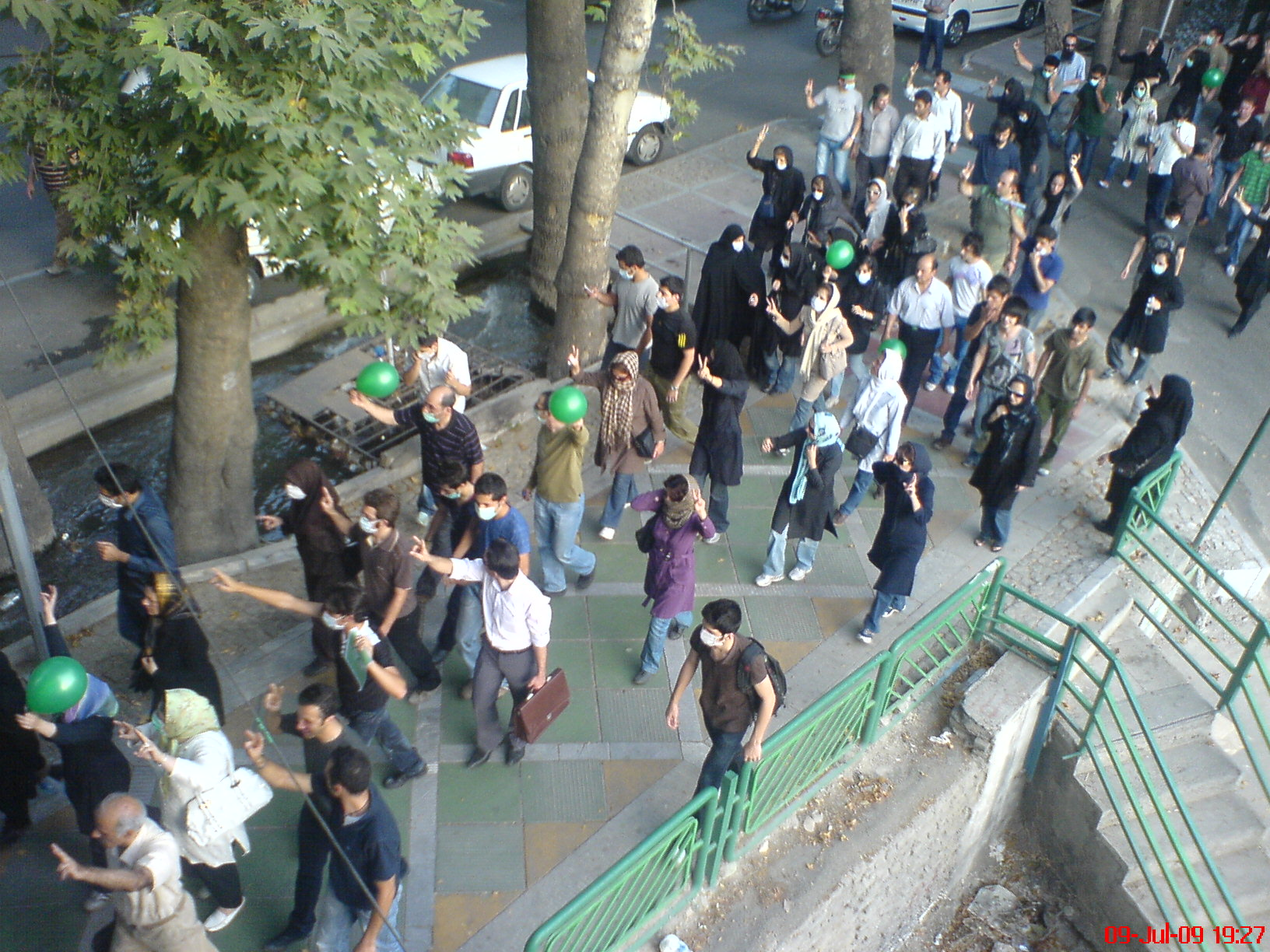
9 de julio de 2009 marcha de protesta en Teherán.

El 9 de julio de 2009, el día del aniversario del “18 Tir” se organizaron protestas en las grandes ciudades de Irán y otras alrededor del mundo. La revista Time reportó que miles de manifestantes marcharon por los distritos centrales de Teherán para conmemorar las protestas estudiantiles de julio de 1999 y protestar contra las elecciones presidenciales de junio de 2009.
Al iniciarse la protesta, Amnistía Internacional aseguró que “al menos 200 manifestantes se congregaron en la Avenida Enghlab, a las puertas de la Universidad de Teherán,solo para encontrar una fuerte presencia de la policía anti-motines y oficiales de seguridad vestidos de civil, entre los cuales se encontraban miembros de la famosa milicia Basij, quienes utilizaron porra y gas de lacrimógeno para dispersarlos."
Durante la noche, los enfrentamientos continuaron y se prendió fuego a basura.
Los manifestantes establecieron un punto moral. Le dijeron al gobierno de forma contundente que aún están allí y que no van a irse, comentó un analista iraní testigo del caos.
Según el periódico TheAustralian “los millones de iraníes que ya no desean los enfrentamientos tampoco se han ido. Están canalizando su ira en una campaña de desobediencia civil. Además de gritar desde sus techos cada noche “Dios es grande” han comenzado a emitir monedas con el nombre del Señor Mousavi , boicoteando bancos y los bienes del gobierno que se publicitan en televisión y al prender sus artefactos eléctricos al mismo tiempo para provocar una sobrecarga en el tendido eléctrico."